# Politikergehälter (Österreich)
Der umgangssprachliche Ausdruck Politikergehälter bezeichnet in diesem Artikel den Bruttolohn (oder Gehalt, oder Arbeitsentgelt, oder Bezug), den ein Politiker in einem Monat bezieht.
Die „Bezüge der obersten Organe des Bundes“ (Bundespräsident, Mitglieder der Bundesregierung, Staatssekretäre, Präsident des Rechnungshofs, Mitglieder der Volksanwaltschaft), „der Mitglieder des Nationalrates und des Bundesrates und der von Österreich entsandten Mitglieder des Europäischen Parlaments“ werden im Bundesbezügegesetz gesetzlich festgelegt.
Die „Bezüge der obersten Organe der Länder“ werden darin nicht festgelegt, sondern lediglich nach oben begrenzt. Jedoch sind diese Maximalbeträge, im Regelfall, auch in den Bezügegesetzen der Länder vorgesehen.
| oberste Organe des Bundes                                                                    | Prozent | 2025 in Euro[1] |
| -------------------------------------------------------------------------------------------- | ------- | --------------- |
| Bundespräsident                                                                              | 280 %   | 26.701,00       |
| Bundeskanzler                                                                                | 250 %   | 23.841,00       |
| Vizekanzler (mit Ressort)                                                                    | 220 %   | 20.979,00       |
| Nationalratspräsident                                                                        | 210 %   | 20.025,00       |
| Vizekanzler (ohne Ressort)                                                                   | 200 %   | 19.072,00       |
| Bundesminister                                                                               | 200 %   | 19.072,00       |
| Rechnungshofpräsident                                                                        | 180 %   | 17.165,00       |
| Staatssekretär (mit bestimmten Aufgaben)                                                     | 180 %   | 17.165,00       |
| 2. und 3. Nationalratspräsident                                                              | 170 %   | 17.597,00       |
| Klubobmann im Nationalrat Anm.                                                               | 170 %   | 17.597,00       |
| Staatssekretär (ohne bestimmte Aufgaben)                                                     | 160 %   | 16.562,00       |
| Volksanwalt                                                                                  | 160 %   | 16.562,00       |
| Nationalratsabgeordneter (Ausgangsbetrag)                                                    | 100 %   | 10.351,00       |
| EU-Abgeordneter                                                                              | 100 %   | 10.351,00       |
| Bundesratspräsident                                                                          | 100 %   | 10.351,00       |
| Bundesratspräsident-Stv.                                                                     | 70 %    | 7.246,00        |
| Fraktionsvorsitzender im Bundesrat                                                           | 70 %    | 7.246,00        |
| Mitglied des Bundesrats                                                                      | 50 %    | 5.176,00        |
| Anm. Ist für einen Klub ein geschäftsführender Obmann bestellt, erhält nur dieser den Bezug. |         |                 |

| oberste Organe der Länder                            | Prozent | 2022 in Euro[1] |
| ---------------------------------------------------- | ------- | --------------- |
| Landeshauptmann                                      | 200 %   | 18.751,30       |
| Landeshauptmann-Stv.                                 | 190 %   | 17.813,80       |
| Mitglied der Landesregierung                         | 180 %   | 16.876,20       |
| Landtagspräsident (ohne zusätzl. Berufsausübung)     | 150 %   | 14.063,50       |
| Klubobmann im Landtag (ohne zusätzl. Berufsausübung) | 140 %   | 13.125,90       |
| Landtagspräsident (mit zusätzl. Berufsausübung)      | 110 %   | 10.313,20       |
| Klubobmann im Landtag (mit zusätzl. Berufsausübung)  | 100 %   | 9.375,70        |
| Landtagspräsident-Stv.                               | 100 %   | 9.375,70        |
| Landtagsabgeordneter                                 | 80 %    | 7.500,50        |

| Organe der größten Statutarstädte mit über 60.000 Einwohner 2025 in Euro | Organe der größten Statutarstädte mit über 60.000 Einwohner 2025 in Euro | Organe der größten Statutarstädte mit über 60.000 Einwohner 2025 in Euro | Organe der größten Statutarstädte mit über 60.000 Einwohner 2025 in Euro | Organe der größten Statutarstädte mit über 60.000 Einwohner 2025 in Euro | Organe der größten Statutarstädte mit über 60.000 Einwohner 2025 in Euro | Organe der größten Statutarstädte mit über 60.000 Einwohner 2025 in Euro | Organe der größten Statutarstädte mit über 60.000 Einwohner 2025 in Euro | Organe der größten Statutarstädte mit über 60.000 Einwohner 2025 in Euro |
| ------------------------------------------------------------------------ | ------------------------------------------------------------------------ | ------------------------------------------------------------------------ | ------------------------------------------------------------------------ | ------------------------------------------------------------------------ | ------------------------------------------------------------------------ | ------------------------------------------------------------------------ | ------------------------------------------------------------------------ | ------------------------------------------------------------------------ |
| Position                                                                 | Graz                                                                     | Innsbruck                                                                | Klagenfurt                                                               | Linz                                                                     | Salzburg                                                                 | Villach                                                                  | Wels                                                                     | Wien                                                                     |
| Bürgermeister                                                            | 17.559,00                                                                | 15.727,50                                                                | 12.861,50                                                                | 17.080,00                                                                | 18.400,00                                                                | 12.105,10                                                                | 14.890,50                                                                | 22.656,80                                                                |
| Vizebürgermeister                                                        | 14.726,90                                                                | 13.630,50                                                                | 10.926,20                                                                | 15.527,00                                                                | 13.351,60                                                                | 10.254,00                                                                | 12.421,20                                                                | 21.524,00                                                                |
| Stadtrat                                                                 | 13.594,10                                                                | 10.485,00                                                                | 9.582,60                                                                 | 14.492,00                                                                | 11.970,40                                                                | 9.076,80                                                                 | 9.833,50                                                                 | 20.391,10                                                                |
| Gemeinderatsklubobleute                                                  | 5.211,10                                                                 | -                                                                        | -                                                                        | -                                                                        | 5.985,20                                                                 | -                                                                        | -                                                                        | 15.859,80                                                                |
| Gemeinderatsmitglieder                                                   | 2.605,50                                                                 | -                                                                        | -                                                                        | -                                                                        | 2.578,30                                                                 | -                                                                        | -                                                                        | 11.328,40                                                                |
| Bezirksvorsteher                                                         | 2.265,70                                                                 | -                                                                        | -                                                                        | -                                                                        | -                                                                        | -                                                                        | -                                                                        | 12.110,70                                                                |
| Vizebezirksvorsteher                                                     | 566,40                                                                   | -                                                                        | -                                                                        | -                                                                        | -                                                                        | -                                                                        | -                                                                        | 5.175,50                                                                 |
| Bezirksratsklubobleute                                                   | -                                                                        | -                                                                        | -                                                                        | -                                                                        | -                                                                        | -                                                                        | -                                                                        | 1.552,70                                                                 |

| Bürgermeister der Gemeinden(ausgenommen Statutarstädte) 2025 in Euro | Bürgermeister der Gemeinden(ausgenommen Statutarstädte) 2025 in Euro | Bürgermeister der Gemeinden(ausgenommen Statutarstädte) 2025 in Euro | Bürgermeister der Gemeinden(ausgenommen Statutarstädte) 2025 in Euro | Bürgermeister der Gemeinden(ausgenommen Statutarstädte) 2025 in Euro | Bürgermeister der Gemeinden(ausgenommen Statutarstädte) 2025 in Euro | Bürgermeister der Gemeinden(ausgenommen Statutarstädte) 2025 in Euro | Bürgermeister der Gemeinden(ausgenommen Statutarstädte) 2025 in Euro | Bürgermeister der Gemeinden(ausgenommen Statutarstädte) 2025 in Euro |
| -------------------------------------------------------------------- | -------------------------------------------------------------------- | -------------------------------------------------------------------- | -------------------------------------------------------------------- | -------------------------------------------------------------------- | -------------------------------------------------------------------- | -------------------------------------------------------------------- | -------------------------------------------------------------------- | -------------------------------------------------------------------- |
| Einwohneranzahl                                                      | Burgenland                                                           | Kärnten                                                              | Niederösterreich                                                     | Oberösterreich                                                       | Salzburg                                                             | Steiermark                                                           | Tirol                                                                | Vorarlberg                                                           |
| über 30.000                                                          | 9.079,70                                                             | 8.958,70                                                             | 10.200,44                                                            | 11.137,20                                                            | 10.937,70                                                            | 11.328,40                                                            | 9.964,30                                                             | 6.457,98 - 17.462,90                                                 |
| 20.000 - 30.000                                                      | 9.079,70                                                             | 8.958,70                                                             | 10.200,44                                                            | 11.137,20                                                            | 10.937,70                                                            | 10.762,00                                                            | 9.964,30                                                             | 6.457,98 - 17.462,90                                                 |
| 15.001 - 20.000                                                      | 9.079,70                                                             | 8.344,10                                                             | 8.519,05                                                             | 10.161,20                                                            | 10.937,70                                                            | 9.629,10                                                             | 9.964,30                                                             | 6.457,98 - 17.462,90                                                 |
| 13.001 - 15.000                                                      | 6.132,10                                                             | 8.165,70                                                             | 8.070,67                                                             | 9.187,20                                                             | 10.937,70                                                            | 8.496,30                                                             | 9.964,30                                                             | 5.542,60 - 17.462,90                                                 |
| 11.001 - 13.000                                                      | 6.132,10                                                             | 8.165,70                                                             | 8.070,67                                                             | 9.187,20                                                             | 10.541,90                                                            | 8.496,30                                                             | 9.964,30                                                             | 5.542,60 - 17.462,90                                                 |
| 10.001 - 11.000                                                      | 6.132,10                                                             | 8.165,70                                                             | 8.070,67                                                             | 9.187,20                                                             | 9.997,50                                                             | 8.496,30                                                             | 9.964,30                                                             | 5.542,60 - 17.462,90                                                 |
| 9.001 - 10.000                                                       | 6.132,10                                                             | 5.802,60                                                             | 6.837,65                                                             | 8.213,80                                                             | 9.997,50                                                             | 7.363,50                                                             | 7.877,20                                                             | 4.940,76 - 14.420,89                                                 |
| 8.001 - 9.000                                                        | 6.132,10                                                             | 5.727,70                                                             | 6.837,65                                                             | 8.213,80                                                             | 9.321,10                                                             | 7.363,50                                                             | 7.877,20                                                             | 4.940,76 - 14.420,89                                                 |
| 7.001 - 8.000                                                        | 6.132,10                                                             | 5.720,30                                                             | 6.837,65                                                             | 8.213,80                                                             | 9.321,10                                                             | 7.363,50                                                             | 7.072,80                                                             | 4.940,76 - 14.420,89                                                 |
| 6.001 - 7.000                                                        | 5.722,00                                                             | 5.564,50                                                             | 6.837,65                                                             | 8.213,80                                                             | 8.743,70                                                             | 6.797,00                                                             | 7.072,80                                                             | 4.363,91 - 14.420,89                                                 |
| 5.001 - 6.000                                                        | 5.722,00                                                             | 5.564,50                                                             | 6.837,65                                                             | 8.213,80                                                             | 8.743,70                                                             | 6.797,00                                                             | 7.072,80                                                             | 4.363,91 - 14.420,89                                                 |
| 4.501 - 5.000                                                        | 5.358,50                                                             | 5.394,50                                                             | 5.940,91                                                             | 8.213,80                                                             | 8.083,90                                                             | 5.664,20                                                             | 6.386,80                                                             | 3.598,98 - 10.658,91                                                 |
| 4.001 - 4.500                                                        | 5.358,50                                                             | 5.257,80                                                             | 5.940,91                                                             | 6.156,50                                                             | 8.083,90                                                             | 5.664,20                                                             | 6.386,80                                                             | 3.598,98 - 10.658,91                                                 |
| 3.501 - 4.000                                                        | 5.050,20                                                             | 5.212,50                                                             | 5.940,91                                                             | 6.156,50                                                             | 8.083,90                                                             | 5.664,20                                                             | 6.386,80                                                             | 3.598,98 - 10.658,91                                                 |
| 3.001 - 3.500                                                        | 5.050,20                                                             | 5.060,50                                                             | 5.380,45                                                             | 6.156,50                                                             | 8.083,90                                                             | 5.664,20                                                             | 6.386,80                                                             | 3.598,98 - 10.658,91                                                 |
| 2.501 - 3.000                                                        | 4.713,70                                                             | 4.720,60                                                             | 5.380,45                                                             | 5.307,90                                                             | 7.094,20                                                             | 5.097,80                                                             | 6.386,80                                                             | 3.373,21 - 10.658,91                                                 |
| 2.001 - 2.500                                                        | 4.377,30                                                             | 4.675,10                                                             | 4.707,89                                                             | 5.307,90                                                             | 7.094,20                                                             | 5.097,80                                                             | 6.386,80                                                             | 3.373,21 - 10.658,91                                                 |
| 1.501 - 2.000                                                        | 4.153,00                                                             | 4.188,60                                                             | 4.707,89                                                             | 4.752,50                                                             | 6.103,90                                                             | 4.531,40                                                             | 5.739,40                                                             | 3.172,60 - 10.658,91                                                 |
| 1.001 - 1.500                                                        | 3.929,80                                                             | 4.143,10                                                             | 4.707,89                                                             | 4.752,50                                                             | 6.103,90                                                             | 4.531,40                                                             | 5.739,40                                                             | 2.896,71 - 10.658,91                                                 |
| 501 - 1.000                                                          | 3.593,40                                                             | 3.654,10                                                             | 4.035,34                                                             | 4.197,00                                                             | 6.103,90                                                             | 3.398,50                                                             | 4.400,00                                                             | 2.658,38 - 7.524,00                                                  |
| bis 500                                                              | 3.144,80                                                             | 3.654,10                                                             | 4.035,34                                                             | 4.197,00                                                             | 6.103,90                                                             | 2.832,10                                                             | 3.443,40                                                             | 2.432,74 - 7.524,00                                                  |

Anm. Erhöhung des Höchstbetrages bei entsprechender Gästenächtigungszahl in Vorarlberg.
| Vizebürgermeister der Gemeinden(ausgenommen Statutarstädte) 2025 in Euro | Vizebürgermeister der Gemeinden(ausgenommen Statutarstädte) 2025 in Euro | Vizebürgermeister der Gemeinden(ausgenommen Statutarstädte) 2025 in Euro | Vizebürgermeister der Gemeinden(ausgenommen Statutarstädte) 2025 in Euro | Vizebürgermeister der Gemeinden(ausgenommen Statutarstädte) 2025 in Euro |
| ------------------------------------------------------------------------ | ------------------------------------------------------------------------ | ------------------------------------------------------------------------ | ------------------------------------------------------------------------ | ------------------------------------------------------------------------ |
| Bezug des Bürgermeisters des jeweiligen Orts                             | Burgenland                                                               | Niederösterreich                                                         | Salzburg                                                                 | Steiermark                                                               |
| 1. Vizebürgermeister                                                     | 40 %                                                                     | bis 50 %                                                                 | 18 bis 22 %                                                              | 30 %                                                                     |
| 2. Vizebürgermeister                                                     | 20 %                                                                     | bis 40 %                                                                 | 13,5 bis 18 %                                                            | 30 %                                                                     |

## Der Ausgangsbetrag
1997 wurde ein Ausgangsbetrag von 100.000 Schilling brutto pro Monat (7.267,28 Euro) für jedes Mitglied des Nationalrats festgelegt. Dieser Betrag muss per Verfassung jährlich vom Präsidenten des Rechnungshofs angepasst werden. Im Jahr 2022 beträgt dieser 9.375,66 Euro.
Von diesem Ausgangsbetrag erhalten die anderen oben genannten Organe einen bestimmten Prozentsatz, der auf zehn Cent gerundet wird. Im Jahr 2021 wurde eine Aussetzung der Anpassung für Organe des Bundes, die mehr als 149 % des Ausgangswertes erhalten, beschlossen. Dadurch ist der Ausgangswert für diese Bezüge 9.055,97 Euro.
Hätte ein Organ gleichzeitig Anspruch auf mehrere Bezüge, gebührt ihm nur der höhere. Bezüge der obersten Organe werden jeden Monat im Voraus ausbezahlt.
Der Erhöhungssatz für 2023 wurde gesetzlich mit 5,3 % festgelegt.

## Sonderzahlung, Bezugsfortzahlung und sonstige Ansprüche
Außer den Bezügen gebühren jedem Organ Sonderzahlungen von zwei weiteren Monatsgehältern pro Jahr als 13. und 14. Monatsgehalt. Diese werden, wie bei Beamten üblich, jeweils in zwei Teilen ausbezahlt, also ein Teil in jedem Quartal (1. März, 1. Juni, 1. September, 1. Dezember).
Haben Organe keinen Anspruch auf die Fortsetzung einer Erwerbstätigkeit, gebührt ihnen gemäß § 6 Bundesbezügegesetz bei Beendigung ihrer Funktionsausübung auf Antrag für höchstens 6 Monate eine Fortzahlung von 75 % der monatlichen Bezüge unter anteilsmäßiger Berücksichtigung der Sonderzahlungen. Ab Aufnahme einer Erwerbstätigkeit wird die Fortzahlung eingestellt.
Dem Bundespräsidenten gebührt eine Amtswohnung. Dem Bundespräsidenten, den Mitgliedern der Bundesregierung, den Präsidenten des Nationalrates, dem Präsidenten des Bundesrates und dem Präsidenten des Rechnungshofes und den Staatssekretären gebührt ein Dienstwagen, für den sie einen monatlichen Beitrag von 1,5 % des Anschaffungspreises (höchstens aber von 7 % des Ausgangsbetrages) zu leisten haben.

## Vergütung der Aufwendungen
Den Mitgliedern des Nationalrates und des Bundesrates gebührt für alle Aufwendungen, die ihnen durch die Ausübung des Mandates entstehen (z. B. Fahrtkosten, Aufenthaltskosten, Bürokosten), eine nach oben hin gedeckelte Vergütung. Je nach Herkunft und Anreisedauer des Mitglieds wird der maximal vergütungsfähige Betrag erhöht.

## Verzichtsverbot
Die Organe dürfen auf Geldleistungen nach diesem Bundesgesetz nicht verzichten.

## Politikerpensionen
Der Neuerwerb eines Pensionsanspruchs für ein politisches Amt ist seit 1997 in Österreich nicht mehr möglich.
Zuvor konnte der Anspruch auf eine Politikerpension durch vierjährige Tätigkeit in einer Regierung oder acht- bis zehnjährige Mitgliedschaft im Parlament oder einem Landtag erworben werden.